# Orbea gilbertii
Orbea gilbertii är en oleanderväxtart som först beskrevs av Plowes, och fick sitt nu gällande namn av Peter Vincent Bruyns. Orbea gilbertii ingår i släktet Orbea och familjen oleanderväxter. Inga underarter finns listade i Catalogue of Life.